# No Remorse
A No Remorse album a brit Motörhead zenekar 1984-ben kiadott dupla válogatáslemeze, mely a Bronze Recordsnál korábban megjelent dalaikból áll. A lemezre a megújult felállású Motörhead négy friss dala is felkerült, az egyes lemezoldalak zárószámaiként.
A lemezt 2017-ben a Rolling Stone magazin a Minden idők 100 legjobb metalalbuma listáján a 7. helyre rangsorolta.

## Története
Miután az 1983-as Another Perfect Day album felállása szétesett a Motörhead-frontember Ian 'Lemmy' Kilmister teljesen újjászervezte a zenekart. Az addig trió felállásban működő Motörheadbe két új gitáros érkezett Phil Campbell és Mike 'Würzel' Burston személyében, akikhez nem sokkal később a Saxon volt dobosa, Pete Gill is csatlakozott.
A klasszikus Motörhead lemezek nagy többségét kiadó Bronze Records azonban már nem hitt a zenekarban és úgy döntöttek, hogy egy dupla válogatásalbummal zárják le ezt a korszakot. Lemmy ragaszkodott hozzá, hogy a legjobb régi Motörhead számok mellett az új felállás friss dalai is szerepeljenek a lemezen. Májusban vonultak stúdióba és hat számot vettek fel, ebből négy: a "Killed by Death", a "Snaggletooth", a "Steal Your Face" és a "Locomotive" hallható a dupla albumon.
A másik két szám a Killed by Death kislemez B-oldalára ment és mindkettőnek "Under the Knife" volt a címe - habár két teljesen különböző dal volt. Lehet, hogy megtévesztőnek hangzik, de ez is volt a szándékunk vele.
A "Killed by Death" azzal együtt, hogy nem egy új stúdióalbum húzódalaként jelent meg, mégis feliratkozott a klasszikus Motörhead dalok közé és az évek során igazi koncertfavorit vált belőle. Videóklipet is forgattak hozzá .

## Újrakiadások
- 1996-ban a Castle Communications (CMC/Sanctuary) a kislemez B-oldalas "Under The Knife" dalokkal valamint a Plasmatics zenekarral közös 1982-es Stand by Your Man EP dalaival CD változatban adta ki újra a No Remorse válogatást.

## Az album dalai

### Eredeti kiadás
Első oldal
1. "Ace of Spades" (az Ace of Spades albumról, 1980) – 2:48
2. "Motörhead" (a Motörhead albumról, 1977) – 3:37
3. "Jailbait" (az Ace of Spades albumról, 1980) – 3:33
4. "Stay Clean" (az Overkill albumról, 1979) – 2:42
5. "Too Late, Too Late" (az "Overkill" kislemez B-oldala, 1979) – 3:26
6. "Killed by Death" (Würzel, Campbell, Gill, Kilmister) – 4:42

Második oldal
1. "Bomber" (a Bomber albumról, 1979) – 3:43
2. "Iron Fist" (az Iron Fist albumról, 1982) – 2:54
3. "Shine" (az Another Perfect Day albumról, 1983) – 3:11
4. "Dancing on Your Grave" (az Another Perfect Day albumról, 1983) – 4:30
5. "Metropolis" (az Overkill albumról, 1979) – 3:37
6. "Snaggletooth" (Würzel, Campbell, Gill, Kilmister) – 3:51

Harmadik oldal
1. "Overkill" (az Overkill albumról, 1979) – 5:15
2. "Please Don't Touch" (feldolgozás a St. Valentine's Day Massacre EP-ről, 1981) – 2:49
3. "Stone Dead Forever" (a Bomber albumról, 1979) – 4:54
4. "Like a Nightmare" (a "No Class" kislemez B-oldala, 1979) – 4:28
5. "Emergency" (feldolgozás a St. Valentine's Day Massacre EP-ről, 1981) – 3:00
6. "Steal Your Face" (Würzel, Campbell, Gill, Kilmister) – 4:31

Negyedik oldal
1. "Louie, Louie" (kislemez A-oldalas feldolgozás, 1978) – 2:55
2. "No Class" (az Overkill albumról, 1979) – 2:41
3. "Iron Horse/Born to Lose" (a Motörhead albumról, 1977) – 3:48
4. "(We Are) The Road Crew" (az Ace of Spades albumról, 1980) – 3:12
5. "Leaving Here" (kislemez A-oldalas feldolgozás, 1977) – 3:05
6. "Locomotive" (Würzel, Campbell, Gill, Kilmister) – 3:25

### Bónusz felvételek az 1996-os újrakiadáson
1. "Under the Knife" (Würzel, Campbell, Gill, Kilmister) – 3:50
2. "Under the Knife II" (Würzel, Campbell, Gill, Kilmister) – 4:34
3. "Masterplan" (Richie Stotts, Rod Swenson) – 2:55
4. "No Class" – 2:32 – feat. Wendy O. Williams (Plasmatics)
5. "Stand by Your Man" (Billy Sherrill, Tammy Wynette) – 3:06 – feat. Wendy O. Williams (Plasmatics)

## Közreműködők
Motörhead (1976-1982)
- Ian 'Lemmy' Kilmister – basszusgitár, ének
- 'Fast' Eddie Clark – gitár, ének
- Phil 'Philthy Animal' Taylor – dobok

Motörhead (1983)
- Ian 'Lemmy' Kilmister – basszusgitár, ének
- Brian 'Robbo' Robertson – gitár
- Phil 'Philthy Animal' Taylor – dobok

Motörhead (1984)
- Ian 'Lemmy' Kilmister – basszusgitár, ének
- Phil Campbell – gitár
- Mike 'Würzel' Burston – gitár
- Pete Gill – dobok